# Oreopanax atopanthus
Oreopanax atopanthus é uma espécie de árvore da família Oreopanax

## Distribuição
É nativa da América do Sul, na Bolívia.